# Шаров, Василий Михайлович (Герой Социалистического Труда)
Васи́лий Миха́йлович Шаро́в (2 мая 1912, Гусевка, Тамбовская губерния — 8 мая 1985, Сосновый Бор, Ленинградская область) — советский слесарь, передовик атомной промышленности, Герой Социалистического Труда (1966).

## Биография
Родился 2 мая 1912 года в деревне Гусевка (ныне Бондарского района Тамбовской области). Начал трудовую деятельность в 1929 году, работая подсобным рабочим и токарем на заводе «Красный Аксай» города Ростова-на-Дону.
В 1932 году добровольцем вступил в пограничные войска РККА. Сражался с басмачами в Средней Азии. Служил при охране государственной дачи в городе Сочи. За задержание диверсанта получил личную благодарность маршала М. Н. Тухачевского и десять суток отпуска.
C 1936 по 1939 год работал мастером и токарем на Механическом заводе Павлограда Днепропетровской области. В 1939 году был мобилизован в РККА для похода на Западную Украину. В 1939—1941 годах работал слесарем контрольно-измерительных приборов и автоматики (КИПиА) в тресте Центртеплоконтроль в Москве.
С 23 июня 1941 года — вновь в Красной Армии. Участник Великой Отечественной войны. В августе 1941 года в боях за Смоленск был тяжело ранен, после чего находился на лечении в госпитале. В 1944—1945 годах — командир отделения, а затем помощник командира взвода роты связи 212-го армейского запасного стрелкового полка 11-й гвардейской армии 1-го Прибалтийского и 3-го Белорусского фронтов, старший сержант. Награждён орденом Славы 3-й степени и медалью «За боевые заслуги».
После демобилизации с 1945 по 1947 год Василий Шаров работал слесарем КИПиА в тресте Центртеплоконтроль Москвы.
В 1946 году работал бригадиром слесарей КИПиА по восстановлению Кураховской ГРЭС в Донбассе.
В 1947 году работал слесарем КИПиА по монтажу и наладке систем кондиционирования в доме-музеи В. И. Ленина в Ульяновске.
C 1947 по 1957 год работал бригадиром слесарем КИПиА в производственном объединении «Маяк» в Челябинской области.
В 1951 году награждён орденом Трудового Красного Знамени за выполнение специального правительственного задания.
В 1954 году награждён медалью «За трудовое отличие».
В 1957 году переведен из ПО Маяк г. Челябинск-40 в монтажно-строительное управление № 73 (город Красноярск-26).
В 1959 году переведён на Красноярский горно-химический комбинат.
В 1957—1960 гг. два раза награждён знаком «Победитель социалистического соревнования».
В 1962 году награждён орденом Ленина.
В 1965—1972 гг. работал слесарем по КИПиА Гидро-металлургического (Реакторного) завода.
В 1966 году присвоено звание Героя Социалистического Труда и вторым орденом Ленина.
В 1972 году В. М. Шаров переведен на Ленинградскую АЭС.
В 1976 году награждён знаком «Победитель социалистического соревнования».
В январе 1978 года награждён медалью «60 лет ВС СССР».
В апреле 1978 года награждён медалью «Ветеран труда».
В 1978 году присвоено звание «Лучший по профессии».
В 1979 году награждён серебряным знаком «Наставник молодёжи».
В марте 1985 года по состоянию здоровья вышел на пенсию.
Умер 8 мая 1985 года на 74-м году жизни. Похоронен на городском кладбище города Сосновый Бор.

## Память
В 2003 году решением городского совета депутатов Шаров Василий Михайлович занесен в книгу славы г. Сосновый Бор (посмертно). В 2011 году биографические данные Героя Социалистического Труда Шарова Василия Михайловича включены в книгу «Атомное оружие России. Биографическая энциклопедия» Издательского дома «Столичная энциклопедия» (г. Москва).

## Награды
- золотая звезда «Серп и Молот» Героя Социалистического Труда (29.07.1966)
- два ордена Ленина (07.03.1962, 29.07.1966)
- орден Отечественной войны 1-й степени (11.03.1985)
- орден Трудового Красного Знамени (08.12.1951)
- орден Славы 3-й степени (22.05.1945)
- медаль «За боевые заслуги» (31.03.1944)
- медаль «За трудовое отличие» (04.01.1954)
- медаль «За победу над фашистской Германией»
- медаль «За взятие Кёнигсберга»
- медаль «Ветеран труда»
- серебряный знак «Наставник молодёжи»